# Де Гер, Марианна
Марианна де Гер (швед. Marianne De Geer, полное имя Gun Marianne Lindberg De Geer; род. 1946) — шведская художница и скульптор, писательница, культуролог.

## Биография
Родилась  12 февраля 1946 года в Стокгольме в семье скрипача Гёста Линдберга и его жены — сотрудника Красного Креста Ган Бергстрём; внучка композитора Йохана Линдберга. Росла Марианна в Чёпинге и Йёнчёпинге.
В живописи и скульптуре многие из работ Марианны Линдберг Де Гер весьма спорны и вызывают острые дискуссии. Некоторые её работы представлены в Музее современного искусства, Национальном музее Швеции, Гётеборгском художественном музее и замке Vanås slott.
Как драматург она дебютировала в 2007 году в Королевском драматическом театре с пьесой Jag tänker på mig själv, которую поставил Андреас Бунстра. Она стала в сентябре 2013 года режиссёром в Стокгольмском городском театре собственной пьесы Johnny Boy, основанной на личных отношениях с её партнёром музыкантом Бьёрном Афселиусом.
Марианна де Гер была членом Государственного художественного совета в 1996—1999 годах и членом Совета по культуре в 2003–2010 годах. В январе 2016 года она покинула должность руководителя отдела искусства и дизайна стокгольмского Kulturhuset Stadsteatern. В 2017 году дебютировала как писательница с романом På drift, изданного Brombergs.
Кроме этого Марианна проявила себя в качестве художницы по костюмам в ряде театров и создавала костюмы для своих собственных пьес, снималась в кино и пробовала себя в режиссуре.
Была удостоена ряда шведских наград в области искусства.

### Личная жизнь
У Марианны де Гер есть сын Андерс Де Гер  (род. 1973) от фотографа Бьорна Рантила (Björn Rantil), дочь Ребекка Линдберг Афcелиус (род. 1979) от музыканта Бьёрна Афселиуса и ещё один сын Эрнст Де Гер (род. 1989) от Карла де Гера (Carl Johan De Geer), за которым Марианна замужем с 1987 года.

Некоторые работы
Bronskvinnorna, eller Jag tänker på mig själv
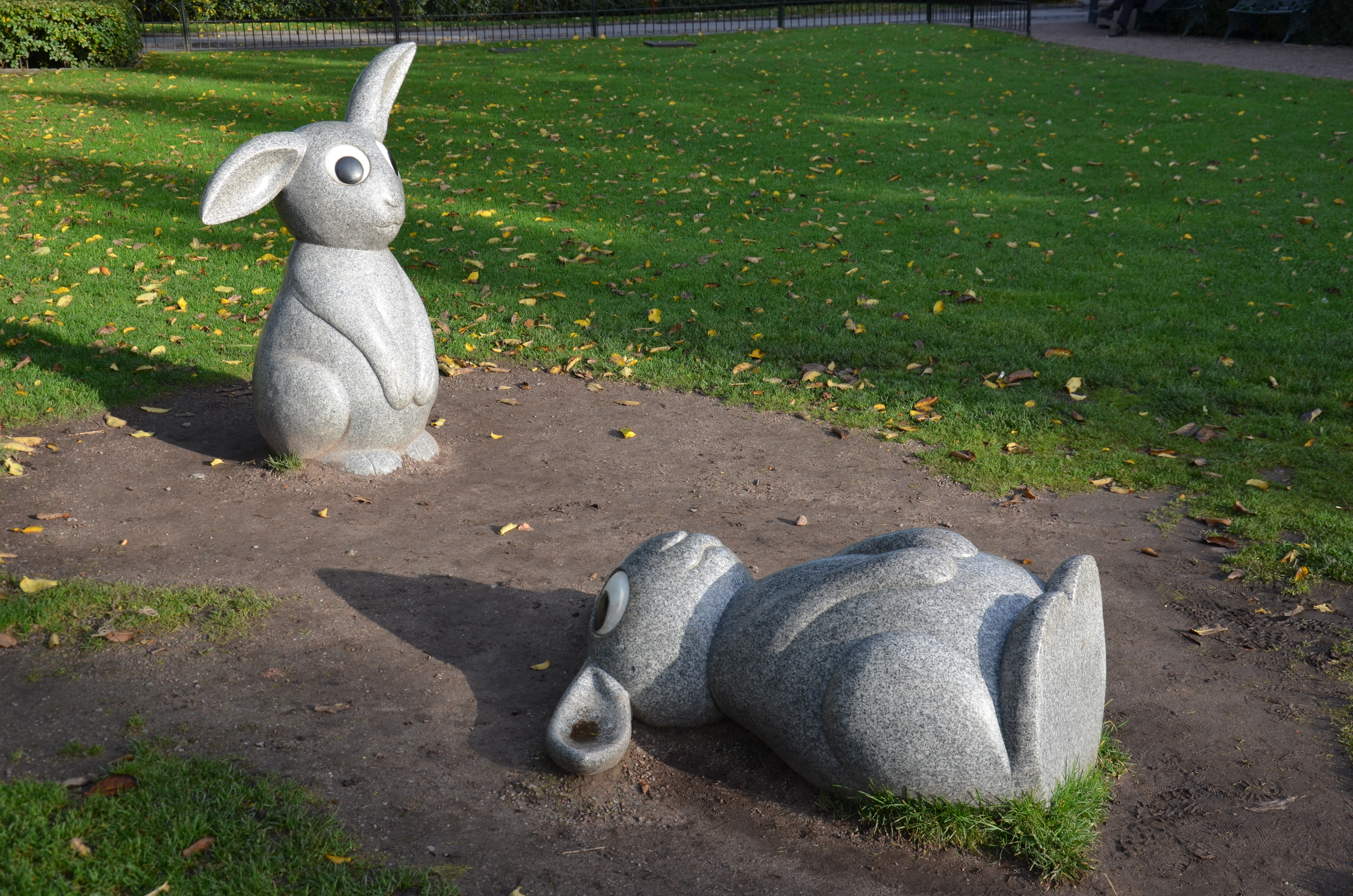
A Study in Unhuman Sexual Expectations
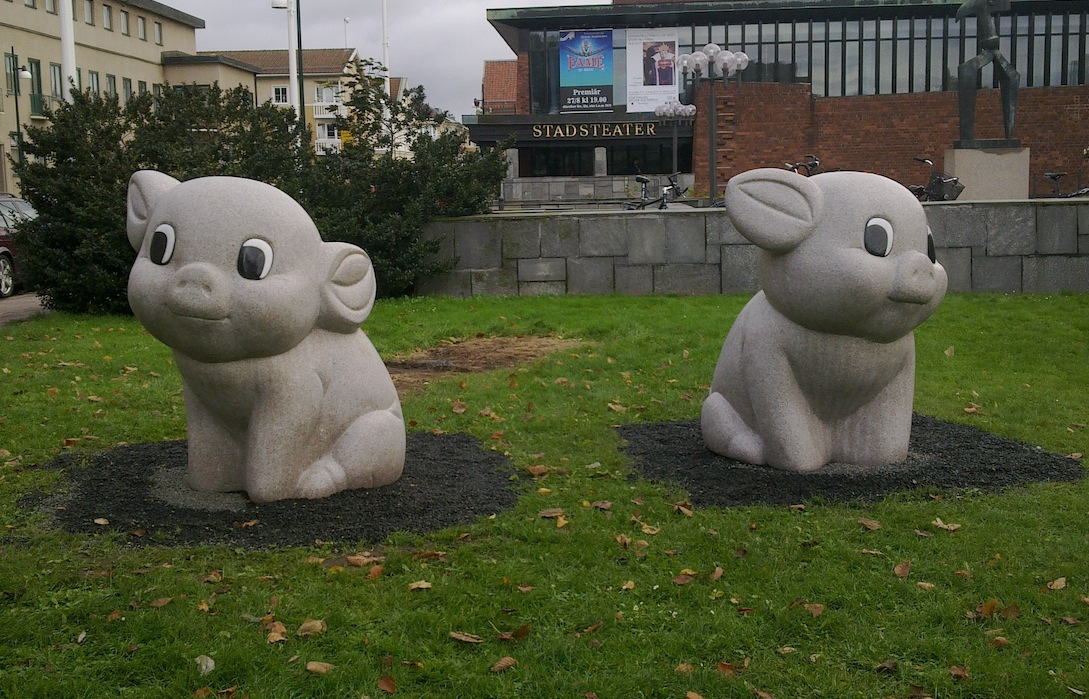
Piglets

## Труды

### Писатель
- Jag tänker på mig själv (Tago Förlag, 1994)
- Vilse i kulturen (Mormor förlag, 2006)
- 5 pjäser av Marianne Lindberg De Geer (Orosdi-Back, 2012)
- På drift (Brombergs förlag, 2017)

### Драматург
- Jag tänker på mig själv (2007)
- Full Speed Ahead (2010)
- Johnny Boy (2013)
- Under belägring (2014)